# Новокапланівська сільська рада
Новокаплані́вська сільська́ ра́да — колишня адміністративно-територіальна одиниця та орган місцевого самоврядування в Арцизькому районі Одеської області. Адміністративний центр — село Нові Каплани.

## Загальні відомості
Новокапланівська сільська рада утворена в 1961 році.
05.02.1965 Указом Президії Верховної Ради Української РСР передано Новокапланівську сільраду Саратського району до складу Тарутинського району.
22.04.1969 Новокапланівська сільрада Тарутинського району передано до складу Арцизького р-ну.
- Територія ради: 61,13 км²
- Населення ради: 1 221 особа (станом на 2001 рік)

## Населені пункти
Сільській раді підпорядковані населені пункти:
- с. Нові Каплани
- с. Василівка

## Населення
Згідно з переписом 1989 року населення сільської ради становило 1321 особа, з яких 635 чоловіків та 686 жінок.
За переписом населення 2001 року в сільській раді мешкало 1217 осіб.

### Мова
Розподіл населення за рідною мовою за даними перепису 2001 року:
| Мова       | Відсоток |
| ---------- | -------- |
| російська  | 48,24 %  |
| болгарська | 34,23 %  |
| українська | 7,04 %   |
| молдовська | 6,31 %   |
| гагаузька  | 3,85 %   |
| білоруська | 0,08 %   |

## Склад ради
Рада складається з 16 депутатів та голови.
- Голова ради: Писарогло Тетяна Петрівна
- Секретар ради: Стрезєва Тетяна Федорівна

### Керівний склад попередніх скликань
| Прізвище, ім'я, по батькові | Основні відомості                                                         | Дата обрання | Дата звільнення |
| --------------------------- | ------------------------------------------------------------------------- | ------------ | --------------- |
| Мігов Іван Іванович         | Сільський голова, 1961 року народження, член Народної партії              | 26.03.2006   | 31.10.2010      |
| Писарогло Тетяна Петрівна   | Сільський голова, 1959 року народження, освіта вища, член Партії регіонів | 31.10.2010   |                 |

Примітка: таблиця складена за даними сайту Верховної Ради України

### Депутати
За результатами місцевих виборів 2010 року депутатами ради стали:

#### За суб'єктами висування
| Суб'єкт висування                                       | Кількість обраних депутатів | %    |
| ------------------------------------------------------- | --------------------------- | ---- |
| Партія регіонів                                         | 10                          | 62,5 |
| Політична партія Всеукраїнське об'єднання «Батьківщина» | 2                           | 12,5 |
| Самовисування                                           | 2                           | 12,5 |
| Соціалістична партія України                            | 2                           | 12,5 |

#### За округами
| № округу                                                | Прізвище, ім'я, по батькові  | Дата визнання обраним | Освіта             | Партійна приналежність                        | Відомості про обраного депутата                               |
| ------------------------------------------------------- | ---------------------------- | --------------------- | ------------------ | --------------------------------------------- | ------------------------------------------------------------- |
| Партія регіонів                                         |                              |                       |                    |                                               |                                                               |
| 1                                                       | Бессараб Вікторія Карпівна   | 03.11.2010            | середня спеціальна | член Партії регіонів                          | Новокапланівський дитячий дошкільний заклад, вихователь       |
| 6                                                       | Бокал Тетяна Федорівна       | 03.11.2010            | середня спеціальна | член Партії регіонів                          | фермерське господарство «КарМіН», головний бухгалтер          |
| 8                                                       | Аршер Катерина Олександрівна | 03.11.2010            | середня спеціальна | член Партії регіонів                          | Новокапланівська загальноосвітня школа, педагог — організатор |
| 10                                                      | Каменева Марія Кирилівна     | 03.11.2010            | середня спеціальна | член Партії регіонів                          | Новокапланівський дитячий дошкільний заклад, вихователь       |
| 11                                                      | Стрезєв Валерій Степанович   | 03.11.2010            | середня спеціальна | член Партії регіонів                          | фермер                                                        |
| 12                                                      | Кедик Ганна Василівна        | 03.11.2010            | середня спеціальна | член Партії регіонів                          | Василевський дитячий дошкільний заклад, вихователь            |
| 13                                                      | Іванов В'ячеслав Іванович    | 03.11.2010            | вища               | член Партії регіонів                          | приватний підприємець                                         |
| 14                                                      | Кірчук Марія Василівна       | 03.11.2010            | вища               | член Партії регіонів                          | Василевська загальноосвітня школа, вчитель                    |
| 15                                                      | Іванов Сергій Семенович      | 03.11.2010            | вища               | член Партії регіонів                          | Василевська загальноосвітня школа, вчитель                    |
| 16                                                      | Стрезєва Тетяна Федорівна    | 03.11.2010            | вища               | член Партії регіонів                          | Василевська загальноосвітня школа, вчитель                    |
| Політична партія Всеукраїнське об'єднання «Батьківщина» |                              |                       |                    |                                               |                                                               |
| 3                                                       | Димитрова Олена Никифорівна  | 03.11.2010            | вища               | член Всеукраїнського об'єднання «Батьківщина» | пенсіонер                                                     |
| 4                                                       | Бугор Микола Георгійович     | 03.11.2010            | вища               | член Всеукраїнського об'єднання «Батьківщина» | тимчасово не працює                                           |
| Соціалістична партія України                            |                              |                       |                    |                                               |                                                               |
| 5                                                       | Друмі Іван Васильович        | 03.11.2010            | вища               | член Соціалістичної партії України            | фермер                                                        |
| 7                                                       | Тукусер Дмитро Семенович     | 03.11.2010            | вища               | член Соціалістичної партії України            | Новкапланівська загальноосвітня школа, вчитель                |
| Самовисування                                           |                              |                       |                    |                                               |                                                               |
| 2                                                       | Гервас Світлана Анатоліївна  | 03.11.2010            | середня            | член Політичної партії «Сильна Україна»       | Новокапланівська сільська бібліотека, бібліотекар             |
| 9                                                       | Дюльгер Дмитро Афанасійович  | 03.11.2010            | середня спеціальна | позапартійний                                 | фермер                                                        |